# Gustav Lübkert

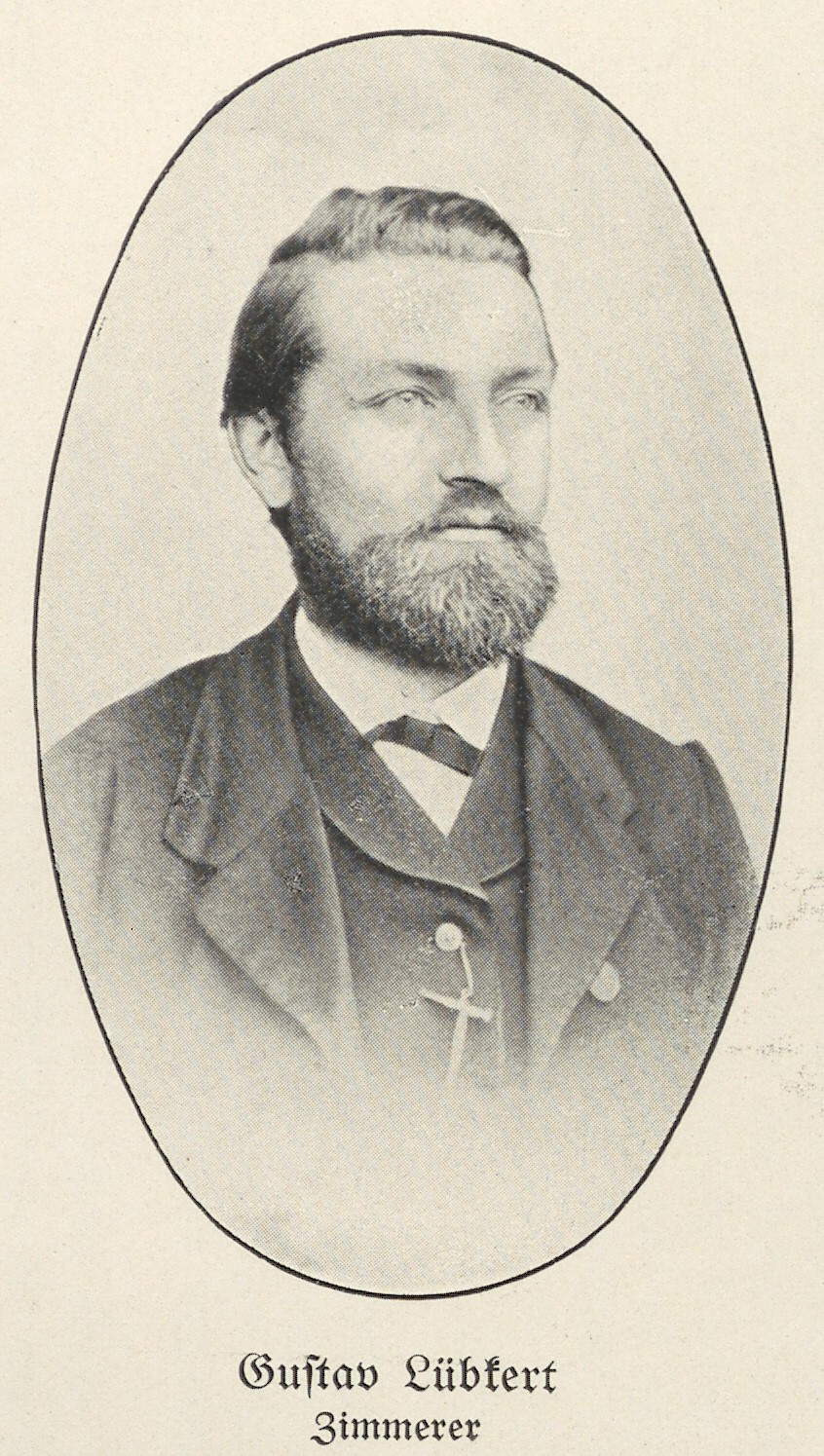
Gustav Lübkert

Gustav Adolph Lübkert (* 2. Januar 1840 in Ahrensbök (Holstein); † 10. November 1876 in Allegheny, Pennsylvania) war ein deutscher Zimmermann, sozialdemokratischer Politiker, Reformer, Gewerkschafter und (1868–1870) Gründungspräsident des Allgemeinen Deutschen Zimmerervereins sowie Gründungspräsident des Allgemeinen Deutschen Maurervereins und auch Präsident der deutschen Holzarbeitergewerkschaft.
Er zählte zu den ersten Mitgliedern des ADAV und dessen Splittergruppe LADAV.
Im Jahr 1871 emigrierte er in die Vereinigten Staaten und blieb in Pennsylvania als Reformer der dortigen Arbeiterbewegung erfolgreich.

## Leben
Gustav Lübkert stammte aus Holstein. Auch sein Vater war Zimmermann und in diesem Beruf als Zimmermeister tätig. Schon früh lernte er die Ideen des Sozialisten Ferdinand Lassalle in der Hamburger Arbeiterbewegung kennen, wohin er im Zuge seiner Ausbildung reiste.
Im Jahr 1868 gründete sich der „Allgemeine Deutsche Zimmererverein“, ein Jahr später der „Allgemeine Deutsche Maurerverein“. Beide verstanden sich als politische Kampfverbände im Dienste der Arbeiter. Mit ihren Unterstützungskassen griffen sie Arbeitern bei Streiks finanziell unter die Arme und halfen ihnen im Alter, bei Invalidität, Krankheit, Tod und anderen Notsituationen. Unmittelbar nach der Vereinsgründung forderte Lübkert mit einem schriftlichen Aufruf alle deutschen Zimmerleute dazu auf, Lokalorganisationen zu bilden und zum Berliner Arbeiterkongress Delegierte zu schicken, um dort eine „allgemeine Verbindung der Deutschen Zimmerleute herzustellen“.
Anfang der 1860er Jahre war Lübkert in der Schweiz und dort in den Arbeiterbildungsvereinen aktiv, nach seiner Rückkehr aber im Allgemeinen deutschen Arbeiterverein zu Berlin tätig geworden, wo er großen Einfluss auf die Entwicklung der Gewerkschaftspolitik nahm.
Dem im Jahr 1868 gegründeten „Deutschen Holzarbeiterverband“ als freier Gewerkschaft stand er später ebenfalls als Präsident vor. Er war Beisitzer auf dem von Johann Baptist von Schweitzer und Friedrich Wilhelm Fritzsche einberufenen allgemeinen Arbeiterkongress. Noch im selben Jahr führte er an der Spitze der Berliner Zimmererbewegung einen Streik erfolgreich durch.
Im Jahr 1869 sprach er als Präsident des Allgemeinen Deutschen Zimmervereins auf einer Versammlung in Fürstenwalde über den ADAV und die neu gegründete Sozialdemokratische Arbeiterpartei August Bebels und hatte vor der Gründung durch den als gegenüber der Bevölkerung unnahbar empfundenen Parteigründer August Bebel gewarnt. Bebel stand den Forderungen des genossenschaftlichen Sozialisten Ferdinand Lassalle nach einem allgemeinen, gleichen, direkten und geheimen Wahlrecht ablehnend gegenüber, weil er die Arbeiter noch nicht für politisch reif genug hielt. Im selben Jahr hielt Lübkert auf einer Versammlung des ADAV in Leipzig eine Rede, in welcher er den Zusammenschluss der Gewerkschaften prosperierte.
Lübkert war als überzeugter Lassalleaner ein Anhänger der frühen Gewerkschaftszusammenschlüsse vor der Reichsgründung. Er äußerte sich über jene keinem Gesamtverein angehörenden regionalen Gewerkschaften als „Vorschule für die politische Heranziehung der Arbeiter“, welche Gewichtung infolge relativ bewertet wurde. Auch klagte er über die Zersplitterung in viele kleine Gewerkschaften und trat mehrfach, wie einige seiner Kollegen, für eine Verschmelzung der deutschen Gewerkschaften ein und war einer ihrer wärmsten Befürworter.
Am 13. März 1871 referierten Lübkert, August Kapell und W. Rost auf einer Veranstaltung des Arbeitervereins über den Reichstag, die Todesstrafe, die Berliner Wohnungsnot und einen Wiener Schneiderstreik. Die drei Parteigenossen referierten ebenso wirksam wie prinzipiell unanfechtbar.
Laut Renzsch und Bartels emigrierte Lübkert 1871 von Hamburg aus in die Vereinigten Staaten und kam dort nach New York City, um als Referent für die Berliner Arbeiterzeitschrift „Neuer Sozial-Demokrat“ zu sprechen. Er blieb in den Vereinigten Staaten und wurde ansässig.
Er adressierte an die deutschsprachige Arbeiterklasse von New York 1872 mit einem kurzen Brief:
(Übersetzung ins Deutsche) „Parteikameraden! Wir Lassalleaner in New York haben auch einen Verband basierend auf Lassalle´s Prinzipien gegründet. Unsere Treffen finden jeden Mittwoch statt, um 8Uhr (nachmittags), 165 Bowery, unter Vorsitz eines Kameraden [A. Mundt] aus Berlin.“
In den Jahren vor seiner Auswanderung sollte Lübkert einer der meistgelesenen deutschen Sozialdemokraten in New York City werden.
Am 28. Mai 1873 war Lübkert aktiv in die „Shorter-Hour Struggles“ (siehe Gründerkrach) des Börsenmarktes im US-Bundesstaat Pennsylvania involviert, deren Ursache, die Große Depression, befeuerte und bereits während der 1860er Jahre auch die Berliner Politik erschüttert hatte.
Er blieb in Pennsylvania und wurde dort Präsident der „Local Association of German Workers“.
Im April 1876 veröffentlichte Lübkert während eines Aufenthalts in Cincinnati (Ohio) für den New Yorker Sozialdemokrat und weitere Lokalzeitungen einen offenen Brief an Reichskanzler Fürst Bismarck bezüglich dessen aktueller Rede im deutschen Reichstag. (Folgendes auszugsweise)
[An Bismarck:] „[…] Bekanntlich ist der Liberalismus das Kind des Feudalismus und der Sozialismus das Kind des Liberalismus. Wollen Sie nun den Sozialismus aus der Welt schaffen, welcher eine Wirkung, so müssen Sie den Liberalismus, welcher die Ursach des Sozialismus ist, zuerst vernichten. Und das können Sie aber nicht und wollen es wohl auch nicht. Mit Worten arbeiten Sie gegen den Sozialismus und mit der Tat befördern sie ihn, weil Sie den Liberalismus fördern helfen. […]“ Cincinnati, Ohio, 1876.
Wenige Monate darauf starb der geborene Holsteiner in seiner neuen Heimat Allegheny County bei Pittsburgh in Pennsylvania.